# Izak Holzer
Izak Holzer (ur. ok. 1852, zm. 3 lutego 1912) – c. k. radca, przedsiębiorca, działacz społeczny. 
Przez ok. 40 lat był związany z Rzeszowem. Był współwłaścicielem firmy Matzner i Holzer, przełożonym izraelickiej gminy wyznaniowej. W Rzeszowie pełnił funkcję c. k. radcy miejskiego, członka Rady Powiatowej, Rady Szkolnej Okręgowej, był asesorem handlowym, dyrektorem Kasy Oszczędności, członkiem Izby Handlowo-Przemysłowej oraz Towarzystwa Zaliczkowego i Kredytowego.
Został przedstawiony do odznaczenia Orderem Franciszka Józefa.
Zmarł 3 lutego 1912 w Krakowie w wieku 60 lat i tam został pochowany.
Jego syn Maurycy był adwokatem.